# Конаклайсор
Конаклайсор (каз. Қонақлайсор) — озеро в Жамбылском районе Северо-Казахстанской области Казахстана. Находится в 7 км к востоку от села Ольговка.
По данным топографической съёмки 1940-х годов, площадь поверхности озера составляет 1,05 км². Наибольшая длина озера — 1,4 км, наибольшая ширина — 1 км. Длина береговой линии составляет 3,9 км, развитие береговой линии — 1,07. Озеро расположено на высоте 148,9 м над уровнем моря.